# 4月11日 (旧暦)
旧暦4月11日は旧暦4月の11日目である。六曜は友引である。

## できごと
- 延長元年（閏4月）（ユリウス暦923年5月29日） - 延喜より延長に改元[要出典]
- 建久元年（ユリウス暦1190年5月16日） - 三合の厄を避ける為、文治より建久に改元
- 安政3年（グレゴリオ暦1856年5月14日） - 江戸幕府が東京・築地に軍艦操練所を設置。後の海軍兵学校
- 明治元年（グレゴリオ暦1868年5月3日） - 江戸無血開城。官軍が入城し徳川慶喜は水戸へ退去

## 誕生日
- 慶長2年（ユリウス暦1597年5月26日） - 千姫[1]、徳川秀忠の子・豊臣秀頼の妻（+ 1666年）
- 寛永17年（グレゴリオ暦1640年5月31日） - 松平昌親、福井藩主（+ 1711年）
- 天明2年（グレゴリオ暦1782年5月22日） - 広瀬淡窓、儒学者（+ 1856年）
- 天保10年（グレゴリオ暦1839年5月23日） - 永倉新八、新選組（+ 1915年）
- 慶応元年（グレゴリオ暦1865年5月5日） - 石井十次、 社会事業家・孤児教育会開設（+ 1914年）

## 忌日
- （ユリウス暦189年5月13日） - 霊帝、後漢の12代皇帝（* 156年）
- 元文2年（グレゴリオ暦1737年5月10日） - 中御門天皇、114代天皇（* 1701年）